# Reconciliation-Verfahren
Das Reconciliation-Verfahren ist ein Gesetzgebungsprozess im Senat der Vereinigten Staaten. Es wurde 1974 eingeführt, um ein Gesetzgebungsverfahren zu schaffen, in dem Filibuster nicht möglich sind. Der Name Reconciliation (engl. für „Versöhnung“) kommt daher, dass das Verfahren ursprünglich für Gesetzentwürfe gedacht war, die Staatsausgaben und Staatseinnahmen mit der Haushaltsplanung „in Einklang bringen“ sollen.

## Verfahren
Das Reconciliation-Verfahren wurde mit dem Congressional Budget and Impoundment Control Act 1974 eingeführt. Es wird ausgelöst, indem sowohl der Senat als auch das Repräsentantenhaus eine übereinstimmende Resolution verabschieden, mit der ein oder mehrere Ausschüsse beauftragt werden, über Gesetzesänderungen zu berichten, die den Haushalt beeinflussen. Wenn mehrere Ausschüsse beauftragt wurden, übersenden diese ihre Empfehlungen an das Budget Committee ihres Hauses, im Falle des Senats also an das United States Senate Committee on the Budget. Das Budget Committee schnürt dann aus den Empfehlungen einen Sammel-Gesetzentwurf (omnibus bill). Über diesen Gesetzentwurf wird dann von Repräsentantenhaus und Senat abgestimmt. Der Senat stimmt aber im Reconciliation-Verfahren ab. In diesem Fall ist die Redezeit der Abgeordneten auf insgesamt 20 Stunden begrenzt und die Möglichkeit, Änderungsanträge zu stellen, ist eingeschränkt.
Das Verfahren ist insbesondere deshalb relevant, weil im Senat nur eine einfache Mehrheit der Senatoren benötigt wird. Für gewöhnliche Gesetze müssen 60 % der Senatoren zustimmen, wenn ein Filibuster ausgeschlossen werden soll. Da nur selten eine der beiden Parteien 60 % der Sitze innehat und von politischen Beobachtern eine immer stärkere Polarisierung zwischen Demokraten und Republikanern festgestellt wird, ist die Budget Reconciliation oft die einzige erfolgversprechende Möglichkeit für einen Präsidenten, umstrittene Initiativen legislativ durchzusetzen.

## Die Byrd-Regel
Die Byrd-Regel, benannt nach dem demokratischen Senator Robert Byrd, wurde 1985 verabschiedet und 1990 geändert. Sie bestimmt, für welche Gesetzentwürfe das Reconciliation-Verfahren angewendet werden kann. Danach ist das Reconciliation-Verfahren insbesondere dann nicht anwendbar, wenn der Gesetzentwurf keine Veränderungen bei Ausgaben oder Einnahmen verursacht oder wenn der Gesetzentwurf Änderung in dem Sozialversicherungssystem vorsieht.

## Abstimmungen im Reconciliation-Verfahren
Wichtige Gesetzesvorlagen, über die im Reconciliation-Verfahren abgestimmt wurde, sind zum Beispiel:
- Omnibus Reconciliation Act of 1980
- Omnibus Budget Reconciliation Act of 1981
- Omnibus Budget Reconciliation Act of 1982
- Tax Equity and Fiscal Responsibility Act of 1982 (TEFRA)
- Omnibus Budget Reconciliation Act of 1983
- Deficit Reduction Act of 1984 (DEFRA)
- Consolidated Omnibus Budget Reconciliation Act of 1985 (COBRA)
- Omnibus Budget Reconciliation Act of 1986
- Omnibus Budget Reconciliation Act of 1987
- Omnibus Budget Reconciliation Act of 1989
- Omnibus Budget Reconciliation Act of 1990
- Omnibus Budget Reconciliation Act of 1993
- Balanced Budget Act of 1995, (abgelehnt)
- Personal Responsibility and Work Opportunity Act, (1996)
- Balanced Budget Act of 1997
- Taxpayer Relief Act of 1997
- Taxpayer Refund and Relief Act of 1999, (abgelehnt)
- Marriage Tax Relief Reconciliation Act of 2000, (abgelehnt)
- Economic Growth and Tax Relief Reconciliation Act of 2001 (EGTRRA)
- Jobs and Growth Tax Relief Reconciliation Act of 2003
- Tax Increase Prevention and Reconciliation Act of 2005 (TIPRA)
- Deficit Reduction Act of 2005
- College Cost Reduction and Access Act of 2007
- Health Care and Education Affordability Reconciliation Act of 2010
- Tax Cuts and Jobs Act of 2017[7]
- American Rescue Plan Act of 2021
[8]